# Tribal-Pursuit
Tribal-Pursuit är ett musikalbum av Kaoma som släpptes 1991.

## Låtlista
| Nr           | Titel           | Längd |
| ------------ | --------------- | ----- |
| 1.           | Dança Tago Mago | 4:08  |
| 2.           | Chacha La Vie   | 4:18  |
| 3.           | Contigo Voy     | 4:03  |
| 4.           | Moço Do Dende   | 4:05  |
| 5.           | Ca Ka Fe Mal    | 3:57  |
| 6.           | Mamae Afrika    | 4:19  |
| 7.           | Enamorados      | 3:47  |
| 8.           | Anai            | 5:11  |
| 9.           | Ilha Do Amor    | 3:53  |
| 10.          | Celebration     | 4:01  |
| Total längd: | Total längd:    | 41:42 |